# Spending All My Time
"Spending All My Time" is een nummer van de Japanse groep Perfume en is de vierde uitgebrachte single van hun vierde studioalbum Level3. De single is uitgebracht op 15 augustus 2012. De B-kant bevat de nummers Point en Hurly Burly. De nummer werden gecomponeerd en geschreven door Yasutake Nakata. Spending All My Time is Perfume's tweede Engelstalige nummer na Take Me, Take Me uit 2008.

## Nummers
| Nr. | Titel                                        | Duur |
| --- | -------------------------------------------- | ---- |
| 1.  | Spending all my time                         |      |
| 2.  | Point (ポイント)                             |      |
| 3.  | Hurly Burly                                  |      |
| 4.  | Spending all my time (Original Instrumental) |      |
| 5.  | Point (Original Instrumental)                |      |
| 6.  | Hurly Burly (Original Instrumental)          |      |